# Ambulância INEM

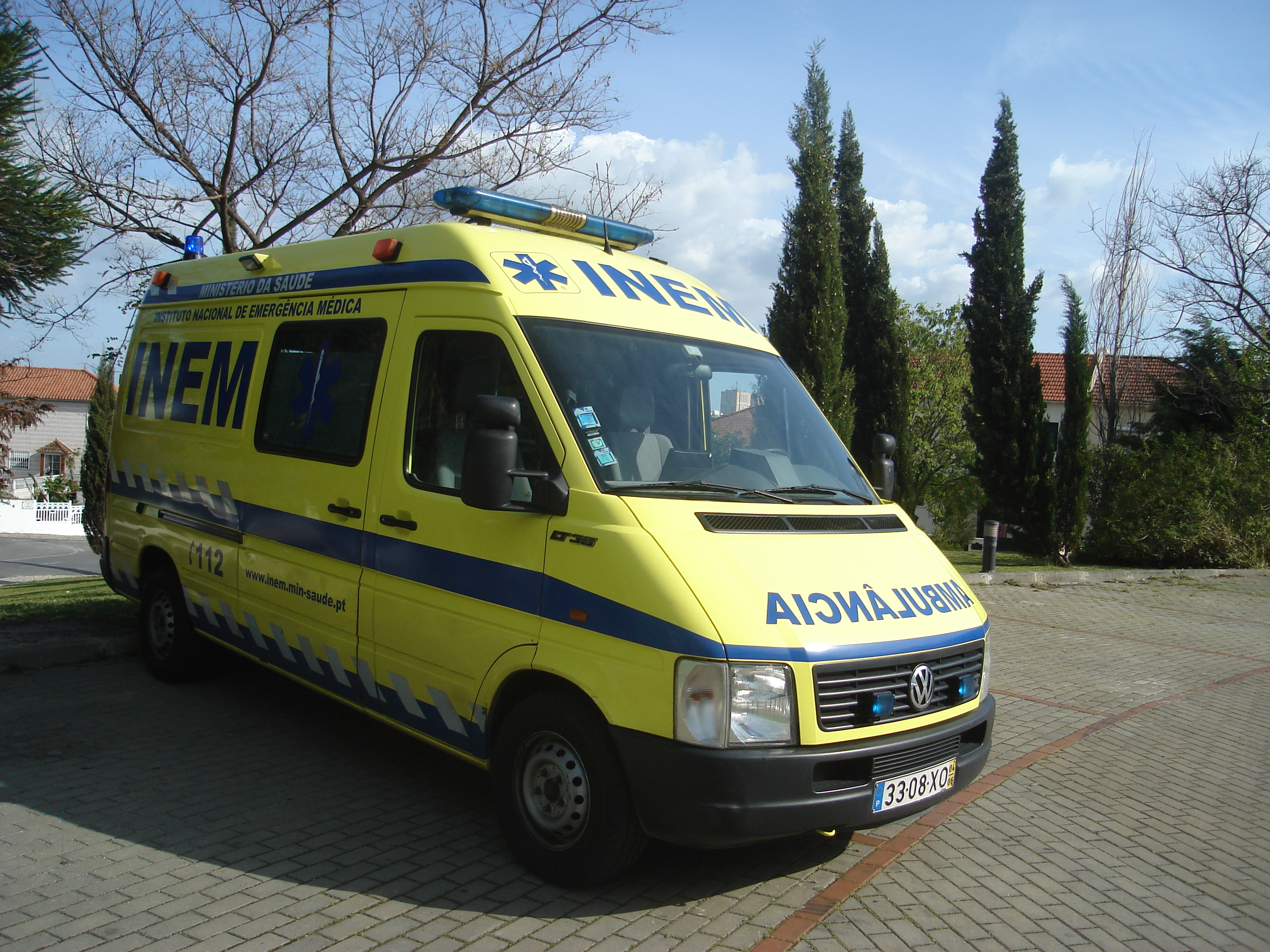
Ambulância INEM

As ambulâncias do Instituto Nacional de Emergência Médica INEM são viaturas pertencentes ao Ministério da Saúde de Portugal que se destinam ao transporte e estabilização de acidentados ou vítimas de doença súbita.

## Tipos de ambulâncias INEM
As ambulâncias INEM estão sediadas no próprio Instituto e em corpos de bombeiros. Estão igualmente inseridos no Sistema Integrado de Emergência Médica, Postos Reserva, sediados também em corpos de bombeiros e núcleos da Cruz Vermelha Portuguesa.

### Ambulâncias de Emergência médica (AEM)
são ambulâncias de socorro, destinadas à estabilização e transporte de doentes que necessitem de assistência durante o transporte, cuja tripulação e equipamento permitem a aplicação de medidas de Suporte Básico de Vida.

### Ambulâncias de Suporte Imediato de Vida (SIV)
São um tipo de ambulância destinada a garantir cuidados de saúde diferenciados, designadamente manobras de reanimação, até estar disponível uma equipa de suporte avançado de vida. Este conceito é extensível às situações que poderão evoluir para Paragem Cárdio-Respiratória, caso não sejam imediatamente tomadas as medidas necessárias. A sua tripulação é constituída por um enfermeiro e por um técnico de ambulância de emergência.

### Ambulâncias de suporte a recém-nascidos
Estas ambulâncias são destinadas ao Transporte de Recém-Nascidos de Alto Risco, a funcionar no INEM desde 1987, é um serviço que permite a prestação de socorro de emergência a recém-nascidos em situação de risco e prematuros, permitindo transportá-las para hospitais onde existam unidades de Neonatologia. As ambulâncias deste Sub-Sistema dispõem de um médico especialista, um enfermeiro e um técnico de ambulância de emergência. Estão dotadas com o equipamento necessário para estabilizar e transportar o recém-nascido, utilizando tecnologia semelhante à existente na unidade de cuidados para onde a criança vai ser transportada, bem como com um sistema autónomo de telecomunicações que permite um contacto permanente entre a equipa da ambulância e o hospital. Este serviço tem uma cobertura nacional e funciona 24 horas por dia, todos os dias do ano.

### Ambulância de Suporte Avançado de Vida Pediátrico
São um tipo de ambulância destinada ao transporte secundário, geralmente para Unidades de Cuidados Intensivos, de crianças criticamente doentes. É tripulada por um médico, um enfermeiro e um técnico de ambulância de emergência.

### Viatura Médica de Emergência e ReanimaçãoVMER
Trata-se de um veículo ligeiro de intervenção pré-hospitalar pertencente ao INEM (Instituto Nacional de Emergência Médica), concebido para o transporte rápido de uma equipa médica directamente ao local onde se encontra o doente.

### Helicópteros
O INEM tem actualmente ao seu serviço um conjunto de cinco helicópteros destinados ao serviço de helitransporte de doentes urgentes/emergentes entre unidades de saúde ou entre o local da ocorrência e a unidade de saúde.
Estes estão equipados com material de Suporte Avançado de Vida, sendo a tripulação composta por um médico, um enfermeiro e dois pilotos.[carece de fontes?]
Os helicópteros encontram-se sediados no heliporto de Salemas (AW139), em Lisboa, no Hospital Pedro Hispano, no Porto (AW139), em Macedo de Cavaleiros (AW109), em Santa Comba Dão (AW109) e em Loulé (AW109).[carece de fontes?] Sempre que necessário pode recorrer também à utilização dos helicópteros da Força Aérea Portuguesa.

## Equipamento das ambulâncias de emergência médica (AEM)
Equipamento de telecomunicações

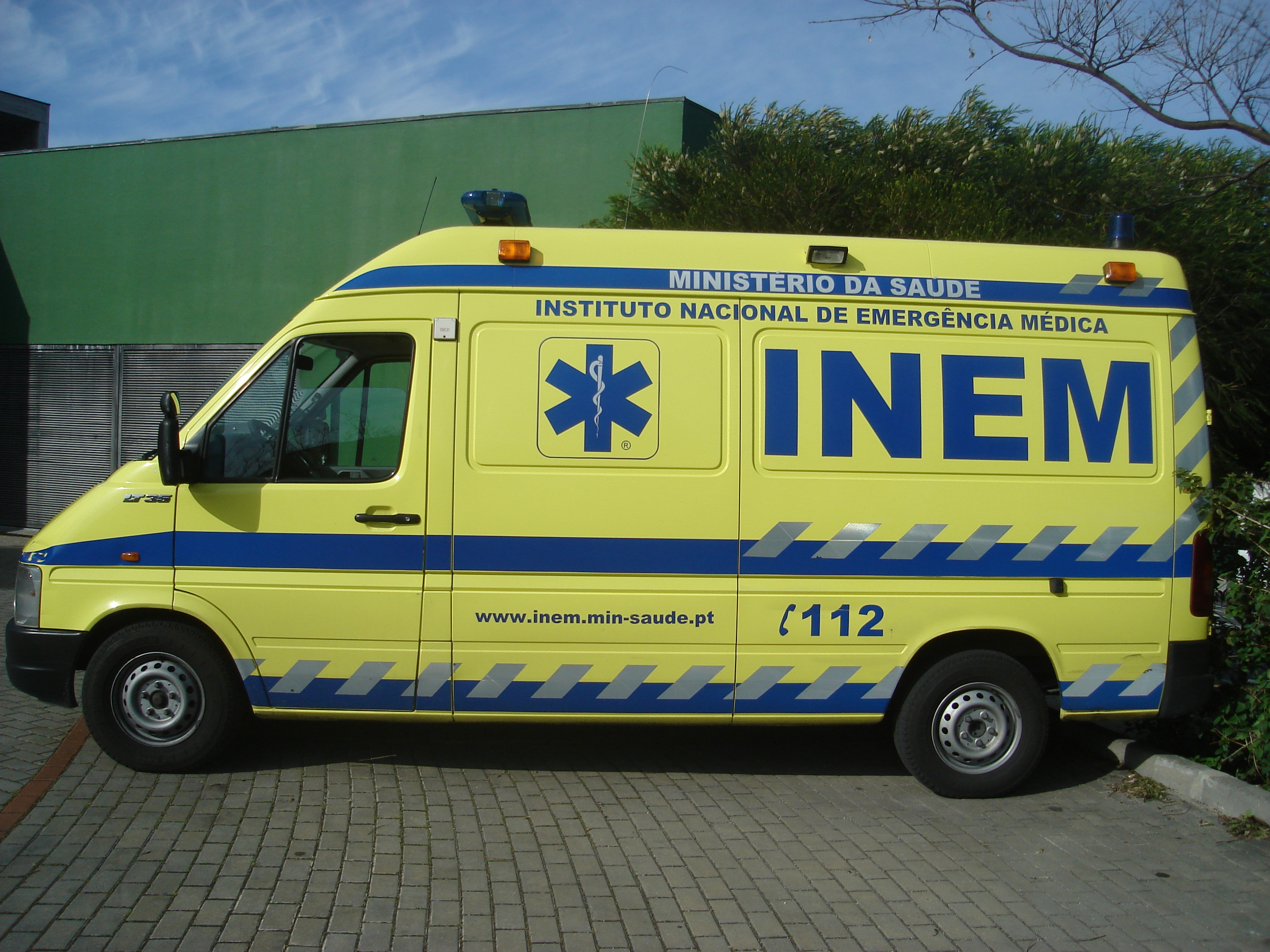
Ambulância INEM SBV

1. Rádio de telecomunicações da viatura em rede fechada com a central CODU-INEM
2. Telemóvel
3. Intercomunicadores - para comunicar da cabina onde se encontra o doente para o motorista

Desfibrilhador automático externo (DAE)
Garrafas de Oxigénio (O2)
1. 1 Garrafa de oxigénio portátil
2. 2 Garrafas de oxigénio para alimentação do sistema de oxigénio da ambulância

Aspirador de Secreções eléctrico
Saco de trauma
1. Ligaduras
2. Compressas
3. Desinfectantes
4. Soros de lavagem
5. Lençóis estéreis
6. Adesivos

Material de imobilização e transporte
1. Talas de imobilização de diversos tamanhos
2. Colete de extracção (KED)
3. Conjunto completo de colares cervicais
4. Imobilizador lateral de cabeça
5. Maca estabilizadora de vácuo (coquille)
6. Maca tipo scoop
7. Maca de lona
8. Plano duro

Outro material
1. Extintor
2. Capacetes de protecção com fonte de luz
3. Lanterna
4. Luvas cirúrgica
5. Kit de partos

Ambulâncias SIV - Possuem o mesmo material que as ambulâncias SBV, um monitor de sinais vitais, um pace-maker externo, um desfibrilhador manual e uma mala médica com fármacos de emergência e acessórios para a sua preparação.
Ambulâncias de Suporte a Recém Nascidos - Dispoêm de uma incubadora, fármacos e equipamento de suporte avançado de vida para recém-nascidos semelhantes às existentes nas unidades de Neonatologia.
Helicópteros - Possuem equipamento de suporte avançado de vida (monitor de sinais vitais, desfibrilhador, pace-maker externo, seringa perfusora, ventilador e fármacos de emergência) destinados a doentes em situações graves.
VMER - Possuem equipamento de suporte avançado de vida e actuam em situações em que é necessária a intervenção de uma equipa médica (médico e enfermeiro), situações como acidentes de viação, doenças graves, catástrofes e situações que envolvam paragem cardio-respiratória.